# C11H18N2O2S2
化学式C11H18N2O2S2（摩尔质量：274.4 g/mol）可以指：
- 1,3-二(4-吗啉基)-1,3-丙二硫酮，CAS号：27759-71-3
- 5-乙基-5-丁硫基甲基-2-硫代巴比妥酸，CAS号：115-59-3

|  | 这个同类索引页列出了具有相同分子式的化学物（即同分異構體）条目。 除非您是有意链接至本页，否则应将相应条目的内部链接指向正确的条目。 |